# Distretto di Bellavista (Cajamarca)
Il distretto di Bellavista è uno dei dodici distretti  della provincia di Jaén, in Perù. Si trova nella regione di Cajamarca e si estende su una superficie di 870,55 chilometri quadrati.

Istituito il 2 gennaio 1857, ha per capitale la città di Bellavista; al censimento 2005 contava 17.428 abitanti.